# 10263 Vadimsimona
10263 Vadimsimona (1976 SE5) là một tiểu hành tinh vành đai chính được phát hiện ngày 24 tháng 9 năm 1976, bởi N. S. Chernykh ở Đài vật lý thiên văn Crimean.